# 4181 Kivi
A 4181 Kivi (ideiglenes jelöléssel 1938 DK1) a Naprendszer kisbolygóövében található aszteroida. Y. Vaisala fedezte fel 1938. február 24-én.